# NGC 1021
NGC 1021 est une galaxie spirale intermédiaire située dans la constellation de la Baleine. NGC 1021 a été découverte par l'astronome allemand Albert Marth en 1865.

## Caractéristiques
Sa vitesse par rapport au fond diffus cosmologique est de 5 589 ± 34 km/s, ce qui correspond à une distance de Hubble de 82,4 ± 5,8 Mpc (∼269 millions d'al).
La classe de luminosité de NGC 1021 est II-III.